# Letheobia decorosus
Letheobia decorosus är en ormart som beskrevs av Buchholz och Peters 1875. Letheobia decorosus ingår i släktet Letheobia och familjen maskormar. Inga underarter finns listade i Catalogue of Life.
Arten förekommer i Kamerun och Centralafrikanska republiken. Honor lägger ägg.